# Kirchbergteich
Der Kirchbergteich ist ein kleines, künstlich angelegtes Stillgewässer in Trautheim, Ortsteil der Gemeinde Mühltal im Landkreis Darmstadt-Dieburg in Hessen.

## Geographie
Der Kirchbergteich befindet sich am Westrand von Trautheim, zwischen Darmstadt-Ost und Mühltal, im Waldgewann „Bessunger Hinterforst“, einem Mischwald, unterhalb des westlichen Abhanges des „Kirchberges“. Der Teich liegt geologisch im nördlichen Odenwald im Granitgebiet des Geo-Naturpark Bergstraße-Odenwald. Die Landschaft entspricht der typischen Hügellandschaft des Vorderen Odenwalds.
Der Teich ist annähernd kreisrund und hat einen Durchmesser von ca. 30 m. Entwässert wird er durch den Rabenfloß. Ein Rundweg führt um den Teich.
In unmittelbarer Nähe des Teiches steht das Naturdenkmal „Draudteiche“.

## Geschichte
Als beliebtes Ziel für Sonntagsspaziergänger dürfte er einer der bekanntesten Teiche der Nieder-Ramstädter Gemarkung sein. Er wird von drei Quellen im Teichgrund gespeist. Er wurde um 1738 als „Teichlein am Weinweg“ angelegt, auf einer Karte von 1752 hieß er dann „Der neue Teich“. Der Teich wurde 1740 erstmals befischt. 1786 war er völlig verschlammt und wurde wiederhergerichtet, damit er dem Eberstädter Bachknecht als Vorratsteich für Forellen dienen konnte.
1839 wurde der Teich, nachdem er wieder leer gefallen war, erneut wiederhergerichtet, nach nur kurzer Zeit jedoch wieder vernachlässigt. Nach dem Zweiten Weltkrieg wurde er von einem Anglerverein gepachtet und wird seitdem von diesem instand gehalten.
Der Name des Kirchbergteichs geht darauf zurück, dass von seinem Ufer der Kirchturm von Nieder-Ramstadt zu sehen war. Heute ist dies wegen des Hochwaldes nicht mehr möglich. Seit 2009 ist der Teich Teil Naturkundlicher Schulprojekte von Schulen der Umgebung.

## Fauna
Auf dem Areal leben verschiedene Tierarten, u. a. Enten, Fledermäuse, Gebirgsstelzen, Habichte, Milane, Teichmolche, Wespenbussarde und Wildgänse. Zahlreiche einheimische Fischarten beleben den Teich.